# Liste des comtes de Montfort-l'Amaury
Pour les articles homonymes, voir Liste des comtes de Montfort et Liste des seigneurs de Montfort.

Armoiries de la maison de Montfort

Une dizaine d'années avant l'an mil, Robert II le Pieux charge Guillaume de Hainaut de construire deux châteaux à Montfort-l'Amaury et à Épernon pour assurer la défense du domaine royal.

## Seigneurs

### Maison de Montfort
- ????-???? : Guillaume de Hainaut, premier seigneur de Montfort

- ????-1053 : Amaury Ier († 1053), fils du précédent

marié à Bertrade de Gometz[source insuffisante]
- 1053-1087 : Simon Ier († 1087), fils du précédent

marié en premières noces à Isabelle fille d'Hugues Ier Bardoul de Broyes
marié en secondes noces à Agnès d'Evreux ; leur fille Bertrade est comtesse d'Anjou puis reine de France
- 1087-1089 : Amaury II († 1089), fils du précédent et d'Isabelle de Broyes
- 1089-1092 : Richard († 1092), fils de Simon Ier et d'Agnès d'Evreux
- 1092-1101 : Simon II († 1101), fils de Simon Ier et d'Agnès d'Evreux
- 1101-1137 : Amaury III (1063 † 1137), comte d'Évreux en 1118, fils de Simon Ier et d'Agnès d'Evreux

marié en premières noces à Richilde de Hainaut
marié en secondes noces à Agnès de Garlande
- 1137-1140 : Amaury IV, comte d'Evreux, fils d'Amaury III et Agnès de Garlande

- 1137-1181 : Simon III le Chauve († 1181), comte d'Evreux en 1140, fils d'Amaury III et d'Agnès de Garlande

marié à Mathilde
- 1181-1182/83 : Amaury V, fils aîné du précédent, comte d'Evreux : avec Mabel de Gloucester, il eut Amaury VI comte d'Evreux et de Gloucester

- 1181-1188 : Simon (IV) († 1188), second fils de Simon III (parfois confondu avec son père, et alors non compté dans la liste des seigneurs de Montfort, d'où un problème de numérotation ; parfois appelé Simon IV)

marié à Amicie de Beaumont-Leicester, fille du comte Robert III de Leicester. Leur fils cadet Guy fonde les Montfort-Castres
- 1188-1218 : Simon IV (ou V) († 1218 ; parfois appelé Simon V, cf. la remarque ci-dessus sur la numérotation), vicomte de Béziers, d'Albi et de Carcassonne (1209-1218) et comte de Toulouse (1215-1217) par la guerre des Albigeois, fils du précédent

marié à Alix de Montmorency, fille de Bouchard V de Montmorency et sœur du futur connétable Mathieu II de Montmorency. Leurs fils cadets : Guy devient comte de Bigorre, et Simon part en Angleterre où il épouse Aliénor la fille du roi Jean sans Terre.

## Comtes

### Maison de Montfort
- 1218-1241 : Amaury VI (1192 † 1241), connétable de France, fils du précédent

en 1224, il cède le comté de Toulouse et les vicomtés d'Albi, de Carcassonne et de Béziers au roi Louis VIII, en échange de l'érection du pays d'Yveline en comté d'Yveline qui deviendra comté de Montfort.
Marié à Béatrice de Bourgogne, fille de Guigues VI de Bourgogne, dauphin du Viennois. Leurs filles : Marguerite, épouse Jean III de Soissons, d'où la suite des comtes de Soissons ; Alix/Adèle, dame de Houdan et Maulette, épouse Simon II de Clermont-Nesle : parents du connétable Raoul II ; Laure, dame d'Épernon, épouse Ferdinand de Castille-Ponthieu-Aumale, d'où la suite des comtes d'Aumale, et des sires d'Epernon, puis épouse Henri de Grandpré, seigneur de Livry ; Pernelle, abbesse de Port-Royal.
- 1241-1249 : Jean Ier († 1249), fils du précédent

marié à Jeanne de Châteaudun fille du vicomte Geoffroy VI

### Maison de Dreux
1249-1311 : Béatrice de Montfort (ca. décembre 1248/1249 † 1311), fille du précédent
mariée à Robert IV (1241 † 1282), comte de Dreux

### Maison de Bretagne
- 1311-1322 : Yolande de Montfort (1263 † 1322), fille de la précédente

mariée en premières noces en 1285 à Alexandre III († 1286), roi d'Écosse
mariée en secondes noces en 1292 à Arthur II (1261 † 1312), duc de Bretagne
- 1322-1345 : Jean de Montfort (vers 1294 † 1345), fils de la précédente et du duc Arthur II

marié à Jeanne de Flandre (1295 † 1374) fille de Louis de Nevers
Mais le roi Philippe VI de Valois prend parti dans la guerre de Succession de Bretagne (1341-64) pour Charles de Blois (son neveu) et sa femme Jeanne la Boiteuse, et contre Jean de Montfort : il saisit le comté de Montfort-l'Amaury et le donne en 1345 à son fils le futur Jean le Bon, puis au connétable Charles de Castille-La Cerda († 1354 ; gendre de Charles de Blois) jusqu'en 1351, date à laquelle en fut gratifié Jean Ier comte (1361) d'Auvergne et de Boulogne, seigneur de Montgascon († 1386) jusqu'en 1361 (en application du traité de Brétigny de 1360, le comté fut alors rendu au duc Jean IV de Bretagne, qui suit)
- 1345-1399 : Jean III (1339 † 1399), fils du précédent, succède à Jean III, autre fils d'Arthur II, comme duc de Bretagne en 1364 sous le nom de « Jean IV le Victorieux » à la suite de la guerre de Succession de Bretagne. Mari de Jeanne de Navarre, fille de Charles le Mauvais et petite-fille de Jean le Bon

Après Jean IV, tous les comtes de Montfort sont également ducs de Bretagne :
- 1399-1427[2] : Jean IV (1389-1442) (Jean V, duc de Bretagne ; fils des précédents), épouse Jeanne de France fille de Charles VI et d'Isabeau de Bavière
- 1427-1450 : François Ier (1414-1450), leur fils aîné
- 1450-1457 : Pierre Ier (Pierre II, duc de Bretagne) leur fils cadet
- 1457-1458 : Arthur III le Justicier ou le Connétable de Richemont (1393-1457), fils de Jean III-IV et de Jeanne de Navarre, oncle des précédents
- 1458-1488 : François II (1435-1488), neveu du précédent, fils de Richard comte d'Étampes et de Vertus (lui-même frère puîné de Jean IV-V et Arthur III) et de Marguerite d'Orléans tante de Louis XII. Épouse Marguerite de Foix-Navarre
- 1488-1514 : Anne de Bretagne (1477-1514), fille des précédents,
  - comtesse d'Étampes (1512-1514)
  - reine des Romains et archiduchesse d'Autriche par son mariage avec Maximilien de Habsbourg,
  - puis reine de France, de Sicile (Naples) et de Jérusalem par son mariage avec Charles VIII,
  - puis reine de France et duchesse de Milan par son mariage avec Louis XII
  - par engagement d'Anne et Louis XII, Jacques de Foix (v. 1470-1500), fils de Gaston IV de Foix-Béarn et d'Éléonore de Navarre, oncle de Gaston, est titré comte de Montfort

### Maison de France (Deuxième maison d'Orléans)
- 1514-1524 : Claude de France, fille et héritière d'Anne de Bretagne et de Louis XII, comtesse d'Étampes (1514-1524). Le 18 mai 1514, elle épouse François d'Orléans, duc de Valois et de Romorantin, qui devient duc consort de Bretagne, comte de Blois, d'Étampes et de Montfort à cause de sa femme. Reine de France par l'accession au trône de son mari François Ier, elle est sacrée en 1517. Mère d'Henri II époux de Catherine de Médicis.

### Retour à la Couronne et seigneurs engagistes (1524-1667)
Après la mort de Claude en 1524, François Ier hérite des biens de sa femme, en vertu de leur contrat de mariage. C'est la fin du sort commun entre la Bretagne et Montfort. Le rattachement de la Bretagne sera définitif en 1547, alors que dès 1524 le roi dispose du comté de Montfort comme possession du domaine royal français. Le comté est engagé à divers seigneurs de l'entourage royal, dont voici la liste et les titres :
- av.1528-vers 1547 : André de Foix, seigneur de Lesparre, titré comte de Montfort. Il était l'un des trois frères de la dame de Chateaubriand, Françoise de Foix, maîtresse du roi François Ier, tous gratifiés de généreux dons royaux. Le comté de Montfort étant devenu une propriété du domaine royal, le roi ne pouvait alors que l'engager (sans doute contre une somme d'argent), en vertu de la nouvelle doctrine de l'inaliénabilité du domaine royal (1526-1527) qui suit le retour de captivité de François Ier.
- 1547-1560 : Adrienne d'Estouteville, comtesse de Saint-Pol, veuve de François Ier de Bourbon-Saint-Pol, gouverneur du Dauphiné et proche du roi ; dame du comté de Montfort à cause de sa fille Marie de Bourbon, comtesse de Saint-Pol (comté occupé alors par les Espagnols).
- 1561-1570 : Catherine de Médicis, reine douairière de France, comtesse de Montfort à cause de son douaire, bru de Claude de France ci-dessus.
- 1570-1573 : Henri de France, duc d'Anjou, comte engagiste de Montfort (don de sa mère).
- 1573-1584 : François de France, duc d'Alençon, comte engagiste de Montfort (don de son frère).
- 1587-1642 : Jean-Louis de Nogaret de La Valette, duc d'Épernon, comte engagiste de Montfort par libéralité du roi Henri III, dont il était le bras droit.
- 1642-1658 : Bernard de Nogaret de La Valette, duc d'Épernon et de la Valette, comte engagiste de Montfort par la succession de son père.
- 1658-1663 : Marie de Rohan-Montbazon, duchesse douairière de Luynes, comtesse engagiste de Montfort par achat de l'engagement au duc d'Épernon ; elle descendait plusieurs fois des premiers seigneurs de Montfort-l'Amaury, à partir de Jean IV comte de Montfort-V duc de Bretagne ci-dessus.
- 1663-1667 : Louis-Charles d'Albert de Luynes (1620-1690), 2e duc de Luynes et de Chevreuse, comte engagiste de Montfort par don de sa mère Marie de Rohan (contre une rente de 10 000 livres tournois).

Par lettres patentes datant du mois de novembre 1667, enregistrées le 16 mars 1668, Louis XIV permit à Charles-Honoré, Marquis d'Albert, duc de Chevreuse (fils de Louis-Charles), et à sa descendance, de porter le nom de comte de Montfort-l’Amaury,.
- 1667-1672 : Charles Jean-Baptiste d'Albert de Luynes (1667-1672), comte (engagiste) de Montfort, fils aîné du précédent, décédé jeune.
- 1672-1691 : Honoré-Charles d'Albert (1669-1704), comte (engagiste) de Montfort, frère du précédent.

En 1691-1699, Montfort sort du domaine royal à la suite d'un échange entre le roi et le duc de Luynes et de Chevreuse.

## Ducs

### Maison d'Albert de Luynes (ducs de Montfort, alias de Chevreuse)
Pour agrandir son domaine de Versailles, Louis XIV fit en 1692 un échange avec le même Charles-Honoré d’Albert, duc de Luynes et de Chevreuse, en lui cédant le comté de Montfort-l’Amaury qu'il érige en duché, contre une grande partie du duché de Chevreuse. Le chef de cette famille fut ainsi aussi seigneur sur ce comté, qui fut incorporé dans le nouveau duché de Chevreuse, appelé parfois aussi « duché de Chevreuse-Montfort ».
- 1691-1704 : Honoré-Charles d'Albert (1669-1704), comte engagiste, puis duc de Montfort, continuera à porter le titre et à être connu comme duc de Chevreuse.
- 1704-1717 : Charles-Philippe d'Albert de Luynes (1695-1758), fils du précédent, duc de Chevreuse et comte de Montfort, puis 4e duc de Luynes en 1712.
- 1717-1771 : Charles d'Albert de Luynes (1717-1771), duc de Chevreuse et comte de Montfort, puis 5e duc de Luynes en 1758, fils du précédent.
- 1754-1754 : Charles-Casimir Joseph d’Albert de Luynes, comte de Montfort, fils du précédent.
- 1771-1783 : Louis d'Albert de Luynes (1748-1807), 6e duc de Luynes, duc de Chevreuse et comte de Montfort, fils du 5e duc de Luynes. En 1692, Louis XIV cède le territoire à Charles-Honoré d'Albert de Luynes. Le comté est alors érigé en duché de Montfort, mais reste connu jusqu'à la Révolution comme duché de Chevreuse. Charles-Paul d'Albert de Luynes, est le dernier duc de Montfort.